# Muscolo semimembranoso
Il muscolo semimembranoso è un muscolo posteriore e mediale della coscia, posto in profondità rispetto al muscolo semitendinoso. Insieme a quest'ultimo e al bicipite femorale forma il gruppo dei muscoli ischiocrurali. Il suo nome deriva dal fatto che è costituito, nel suo terzo superiore, da una larga lamina tendinea. Assieme ai muscoli bicipite femorale, semitendinoso e gastrocnemio delimita i margini della cavità poplitea.

## Anatomia
Origina dalla tuberosità ischiatica, come tutti i muscoli ischiocrurali.
All'altezza dell'interlinea articolare del ginocchio, il suo tendine si divide in tre fasci:
- discendente: va a terminare sulla parte posteriore del condilo mediale della tibia,
- ricorrente: risale verso il condilo laterale del femore formando il legamento popliteo obliquo dell'articolazione del ginocchio,
- anteriore (o tendine riflesso): termina sulla parte anteriore del condilo mediale della tibia.

## Azione
Con la sua azione è in grado di estendere la coscia, flettere la gamba e, a ginocchio flesso, di intraruotare tibia e perone.

## Innervazione
Come tutti i muscoli ischiocrurali è innervato dal nervo tibiale (L4-S1).